# Пешта, Виктор
Ви́ктор Пе́шта (чеш. Viktor Pešta; 15 июля 1990, Пршибрам) — чешский боец смешанного стиля, представитель тяжёлой весовой категории. Выступает на профессиональном уровне начиная с 2010 года, известен по участию в турнирах бойцовской организации UFC, владел титулом чемпиона организации GCF.

## Биография
Виктор Пешта родился 15 июля 1990 года в городе Пршибраме Среднечешского края Чехословакии. Серьёзно заниматься единоборствами начал в возрасте шестнадцати лет, практиковал традиционное мусадо под руководством мастера Вита Скальника. Традиционное мусадо — это гражданская разновидность системы рукопашного боя, использующейся в Армии Чешской Республики.
Впервые познакомился со смешанными единоборствами в 2008 году, проходил подготовку в местном зале в Пршибраме у тренера Иржи Весецкого. Позже уехал учиться в университете в Праге, где продолжил готовиться к выступлениям по ММА. С восемнадцати лет выступал в смешанных единоборствах на любительском уровне, в частности принимал участие в национальном первенстве Чехии по тайскому боксу и ММА.
Дебютировал в смешанных единоборствах среди профессионалов в декабре 2010 года, победил своего первого соперника в первом же раунде с помощью «рычага локтя». Стоял у истоков чешской бойцовской организации Gladiator Championship Fighting, выступал на самом первом её турнире и на многих последующих, в том числе завоевал титул чемпиона GCF в тяжёлой весовой категории.
Выступал преимущественно на турнирах в Чехии, также дрался в Дании и Швеции. В Швеции в поединке с Йосефом Али Мохаммадом он изначально проиграл раздельным решением судей, однако позже Шведская федерация смешанных единоборств отменила это решение и признала его победителем. По состоянию на 2013 год Пешта являлся лучшим тяжеловесом Чехии и по версии базы данных Fight Matrix занимал 133-е место в мире. Не имея подходящих спарринг-партнёров на родине, он создал персональный сайт LetMeBeYourSparringPartner.com, где вёл свою биографию и предлагал себя ведущим американским бойцовским командам.
Имея в послужном списке девять побед без единого поражения, в начале 2014 года Виктор Пешта привлёк к себе внимание крупнейшей американской бойцовской организации Ultimate Fighting Championship и в феврале подписал с ней долгосрочное соглашение, став, таким образом, первым чешским бойцом в истории UFC. Дебютировал здесь уже в мае против россиянина Руслана Магомедова, такого же новичка организации, и потерпел первое в карьере поражение — единогласным решением судей. Во втором бою встретился с ещё одним пришедшим в организацию представителем России Константином Ерохиным и на сей раз выиграл единогласным решением. В октябре 2015 года вышел в октагон против опытного американца Деррика Льюиса и проиграл ему техническим нокаутом в третьем раунде. В августе 2016 года встретился с поляком Марчином Тыбурой — во втором раунде пропустил сильный удар ногой в голову и оказался в нокауте. На январь 2017 года был запланирован его бой против другого поляка Дамиана Грабовского, но затем ему дали другого соперника — россиянина Алексея Олейника, которому он в итоге проиграл удушающим приёмом

### Бой с Александром Емельяненко
9 июля в рамках RCC состоялся поединок Виктор Пешта - Александр Емельяненко. Данный бой не содержал в себе никакой интриги. Емельяненко был явным фаворитом встречи, но Пешта оказался не из числа слабаков…
Многие эксперты ожидали от чешского бойца, что он будет искать возможности перевести поединок в партер. Но в первом раунде Виктор показал хорошую работу в стойке, несмотря на то, что Емельяненко применял свой стандартный стиль – поддавливал своего соперника, изматывая и выжидая подходящего момента. Пешта продемонстрировал хорошие контратаки и по итогу первого раунда явно лидировал.
Во втором раунде Виктор успешно перевёл Емельяненко в партер, где также доминировал. Александр стал вязать противника, как и в своём прошлом бое с Габриэлем Гонзагой. Судья поднял спортсменов в стойку из-за не активности в партере. Данное решение, говоря откровенно, довольно спорное, поскольку Виктор Пешта периодически наносил удары.
Емельяненко пошёл в атаку, нанёс несколько точных и мощных попаданий. Обессиленный чех попытался войти в клинч и перевести Александра в партер, но неудачно. После Александр провёл ещё несколько успешных атак, пару раз ударил Пешту в голову с колена, прижав к сетке. В довершении Емельяненко успел исполнить левый апперкот и судья остановил поединок.
Несмотря на поражение техническим нокаутом, Виктор Пешта большую часть встречи доминировал как в стойке, так и в партере.

## Статистика в профессиональном ММА
| Боёв 28  | Побед 19 | Поражений 9 |
| -------- | -------- | ----------- |
| Нокаутом | 8        | 6           |
| Сдачей   | 7        | 1           |
| Решением | 4        | 2           |

| Результат | Рекорд | Соперник              | Способ                                | Турнир                                  | Дата             | Раунд | Время | Место                  | Примечание                                              |
| --------- | ------ | --------------------- | ------------------------------------- | --------------------------------------- | ---------------- | ----- | ----- | ---------------------- | ------------------------------------------------------- |
| Поражение | 19-9   | Шимон Байор           | Решением (раздельным)                 | KSW 89                                  | 16 декабря 2023  | 3     | 5:00  | Гливице, Польша        |                                                         |
| Победа    | 19-8   | Филип Ставовый        | Сдача (удушение сзади)                | KSW 86                                  | 16 сентября 2023 | 1     | 2:12  | Вроцлав, Польша        | Вернулся в тяжёлый вес. Сабмишном вечера.               |
| Поражение | 18-8   | Роб Уилкинсон         | Технический нокаут (удары)            | PFL 4: сезон 2022                       | 17 июня 2022     | 1     | 3:03  | Атланта, США           |                                                         |
| Поражение | 18-7   | Омари Ахмедов         | Нокаут ударами руками                 | PFL 1: сезон 2022                       | 20 апреля 2022   | 1     | 1:25  | Арлингтон (Техас), США |                                                         |
| Победа    | 18-6   | Штефан Пютц           | Технический нокаут (остановка врачом) | OKTAGON 28                              | 25 сентября 2021 | 3     | 5:00  | Прага, Чехия           | Завоевал титул чемпиона OKTAGON MMA в полутяжёлом весе. |
| Победа    | 17-6   | Риккардо Нозилья      | Технический нокаут (удары)            | OKTAGON 24                              | 29 мая 2021      | 2     | 0:50  | Брно, Чехия            |                                                         |
| Победа    | 16-6   | Илдемар Алкантара     | Технический нокаут (удары)            | OKTAGON 20                              | 30 декабря 2020  | 1     | 4:06  | Брно, Чехия            | Дебют в полутяжёлом весе.                               |
| Поражение | 15-6   | Михал Мартинек        | Технический нокаут (травма челюсти)   | OKTAGON 15                              | 9 ноября 2019    | 1     | 2:49  | Прага, Чехия           | Бой за титул чемпиона OKTAGON MMA в тяжёлом весе.       |
| Победа    | 15-5   | Майк Кайл             | Сдача (удушение сзади)                | OKTAGON 13                              | 27 июля 2019     | 1     | 1:59  | Прага, Чехия           | Бой в промежуточном весе 96 кг.                         |
| Победа    | 14-5   | Иван Витасович        | Сдача (удушение сзади)                | Night of Warriors 15                    | 6 апреля 2019    | 3     | 3:26  | Либерец, Чехия         | Бой за титул чемпиона организация WASO в тяжёлом весе.  |
| Поражение | 13-5   | Александр Емельяненко | Технический нокаут (удары)            | RCC 3                                   | 9 июля 2018      | 2     | 3:52  | Екатеринбург, Россия   |                                                         |
| Победа    | 13-4   | Александр Гладков     | Единогласное решение                  | Fight Nights Global 84                  | 2 марта 2018     | 3     | 5:00  | Братислава, Словакия   |                                                         |
| Победа    | 12-4   | Алексей Кудин         | Сдача (удушение сзади)                | Fight Nights Global 79                  | 19 ноября 2017   | 1     | 4:52  | Пенза, Россия          |                                                         |
| Победа    | 11-4   | Михал Кита            | TKO (удар рукой)                      | XFN 3                                   | 25 июня 2017     | 2     | 4:39  | Прага, Чехия           |                                                         |
| Поражение | 10-4   | Алексей Олейник       | Сдача (удушение Иезекииля)            | UFC Fight Night - Rodriguez vs. Penn    | 15 января 2017   | 1     | 2:57  | Финикс, США            |                                                         |
| Поражение | 10-3   | Марчин Тыбура         | KO (ногой в голову)                   | UFC Fight Night - Rodriguez vs. Caceres | 6 августа 2016   | 2     | 0:53  | Солт-Лейк-Сити, США    |                                                         |
| Поражение | 10-2   | Деррик Льюис          | TKO (удары руками)                    | UFC 192                                 | 3 октября 2015   | 3     | 1:15  | Хьюстон, США           |                                                         |
| Победа    | 10-1   | Константин Ерохин     | Единогласное решение                  | UFC on Fox - Gustafsson vs. Johnson     | 24 января 2015   | 3     | 5:00  | Стокгольм, Швеция      |                                                         |
| Поражение | 9-1    | Руслан Магомедов      | Единогласное решение                  | UFC Fight Night - Munoz vs. Mousasi     | 31 мая 2014      | 3     | 5:00  | Берлин, Германия       |                                                         |
| Победа    | 9-0    | Лукаш Тюпа            | TKO (удары локтями)                   | GCF 26: Fight Night                     | 7 декабря 2013   | 1     | 2:18  | Прага, Чехия           | Бой за титул чемпиона GCF в тяжёлом весе.               |
| Победа    | 8-0    | Йосеф Али Мохаммад    | Раздельное решение                    | Heroes Fighting Championship            | 23 марта 2013    | 3     | 5:00  | Хальмстад, Швеция      | Результат опротестован Шведской федерацией ММА.         |
| Победа    | 7-0    | Саша Лазич            | TKO (удары руками)                    | Heroes Gate 9                           | 28 декабря 2012  | 1     | 1:53  | Прага, Чехия           |                                                         |
| Победа    | 6-0    | Кристиан Коломбо      | Сдача (удушение сзади)                | EMMA 1: Casino Fight Night 2            | 15 сентября 2012 | 2     | 1:07  | Копенгаген, Дания      |                                                         |
| Победа    | 5-0    | Зоран Крпан           | TKO (удары локтями)                   | GCF 12: Cage Fight Brno                 | 11 мая 2012      | 1     | 2:16  | Брно, Чехия            |                                                         |
| Победа    | 4-0    | Лукаш Олейник         | Сдача (удушение сзади)                | GCF 8: Back in the Fight                | 10 февраля 2012  | 1     | 1:01  | Пршибрам, Чехия        |                                                         |
| Победа    | 3-0    | Александер Углирж     | TKO (удары руками)                    | Warrior Night 3                         | 15 декабря 2011  | 1     | 3:59  | Кладно, Чехия          |                                                         |
| Победа    | 2-0    | Штефан Крайчи         | Единогласное решение                  | GCF 2: All or Nothing                   | 20 февраля 2011  | 3     | 5:00  | Млада-Болеслав, Чехия  |                                                         |
| Победа    | 1-0    | Вит Мракота           | Сдача (рычаг локтя)                   | GCF 1: Judgement Day                    | 5 декабря 2010   | 1     | 1:49  | Прага, Чехия           |                                                         |